# Bunchosia matudai
Bunchosia matudai är en tvåhjärtbladig växtart som beskrevs av Cyrus Longworth Lundell. Bunchosia matudai ingår i släktet Bunchosia och familjen Malpighiaceae. Inga underarter finns listade i Catalogue of Life.